# Häusergruppe Lahnstraße

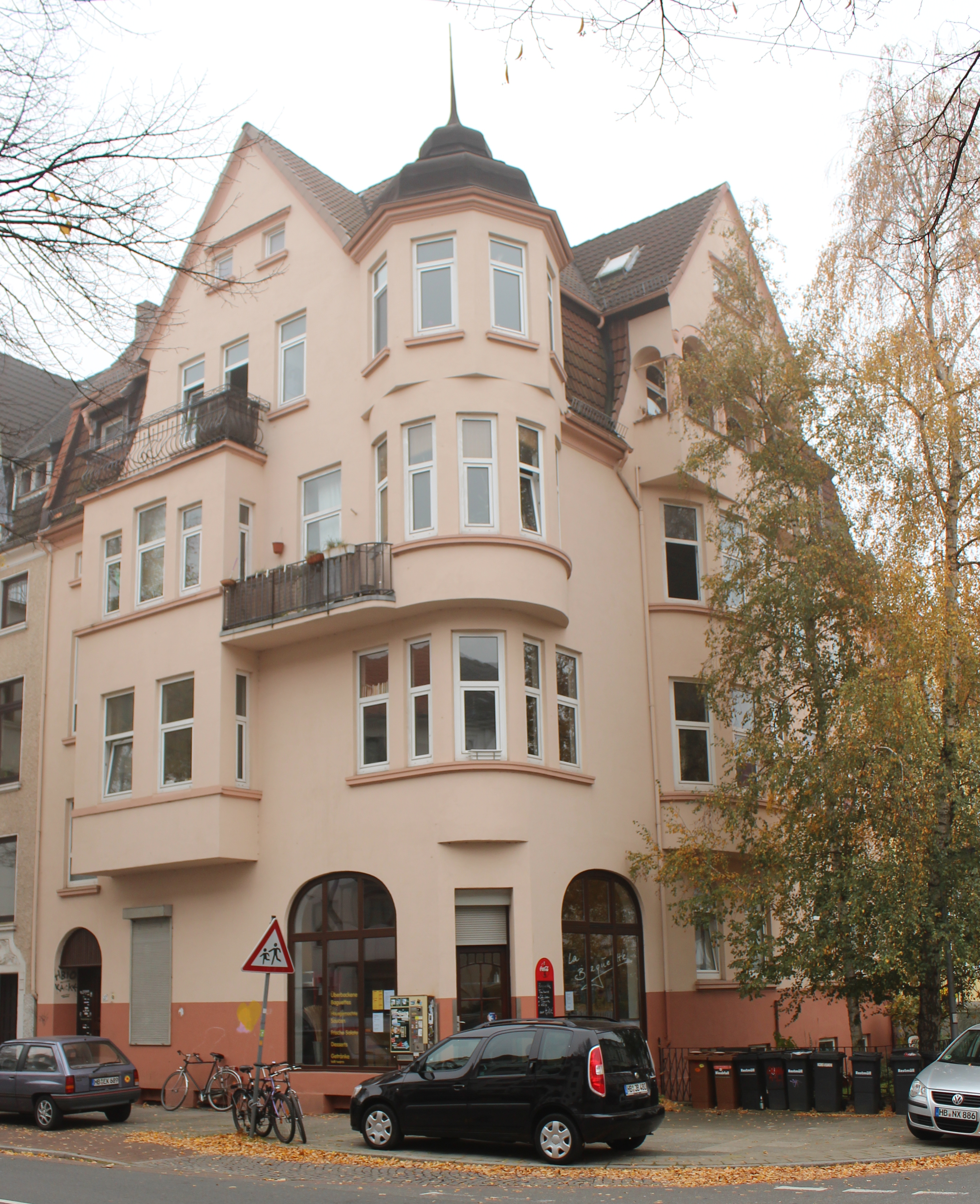
Lahnstraße 27/Donaustraße 4

Die Häusergruppe Lahnstraße in Bremen, Stadtteil Neustadt, Ortsteil Neustadt, entstand 1905 an der Lahnstraße. 
Diese Gebäudegruppe steht seit 1977 unter Bremer Denkmalschutz.

## Geschichte
Die verputzten, dreigeschossigen Miets- und Geschäftshäuser wurden in der Epoche der Jahrhundertwende im Reformstil in sehr unterschiedlicher Weise für eine Mittelschicht erbaut.

Zum Ensemble gehören die Häuser Nr. 27 (Giebeleckhaus), 29 (Giebelhaus), 31 (Haus mit Zwerchgiebel) und 33 (Eckhaus mit Walmdach).

Die Gebäudegruppe blieb im Zweiten Weltkrieg erhalten. Die Bauten wurden mehrfach saniert.

Aktuell (2017) werden die Gebäude als Wohn- und Geschäftshäuser genutzt und durch eine Gaststätte. Der Verein Stadtteil-Schule hat seinen Sitz in der Lahnstr. 31.

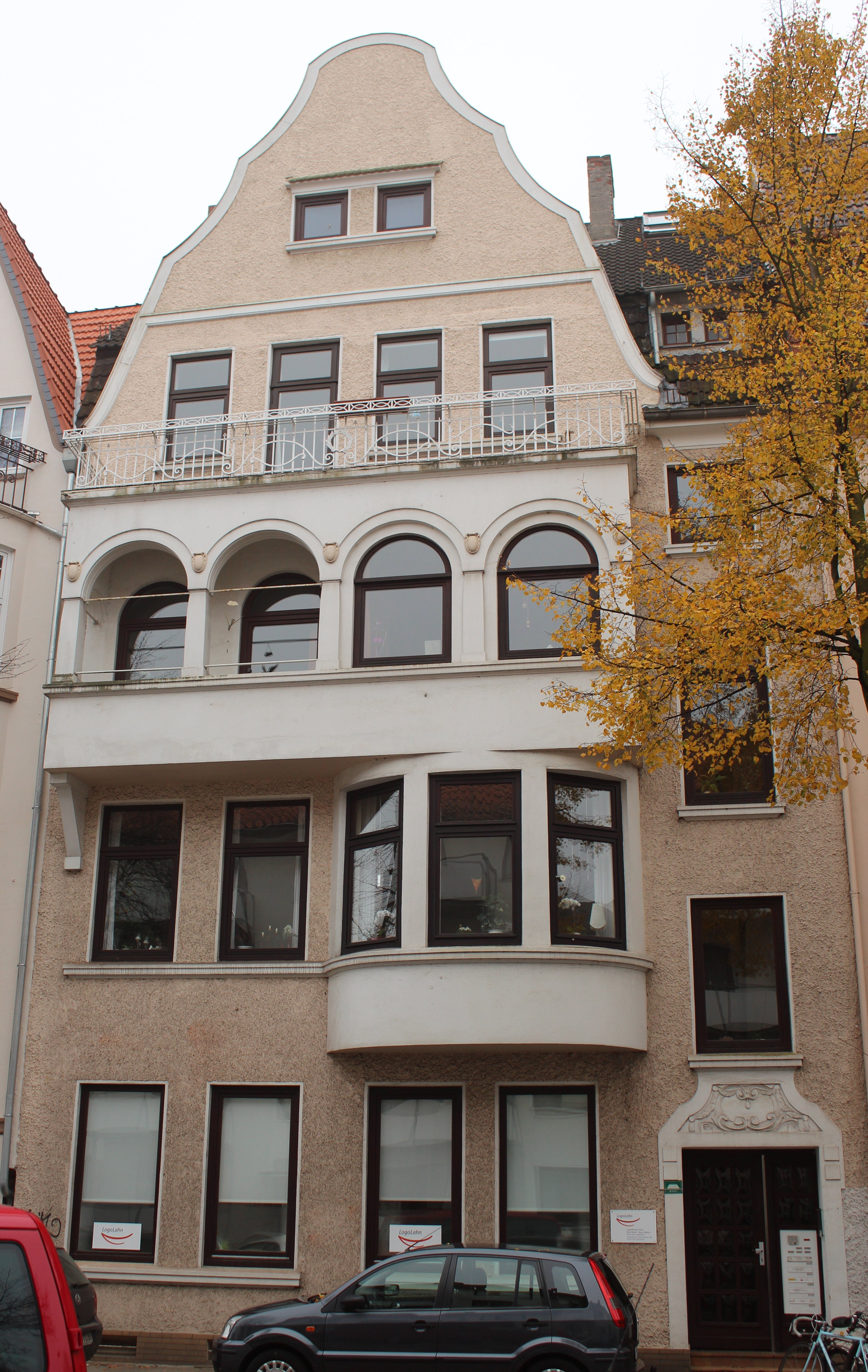
Lahnstraße 29
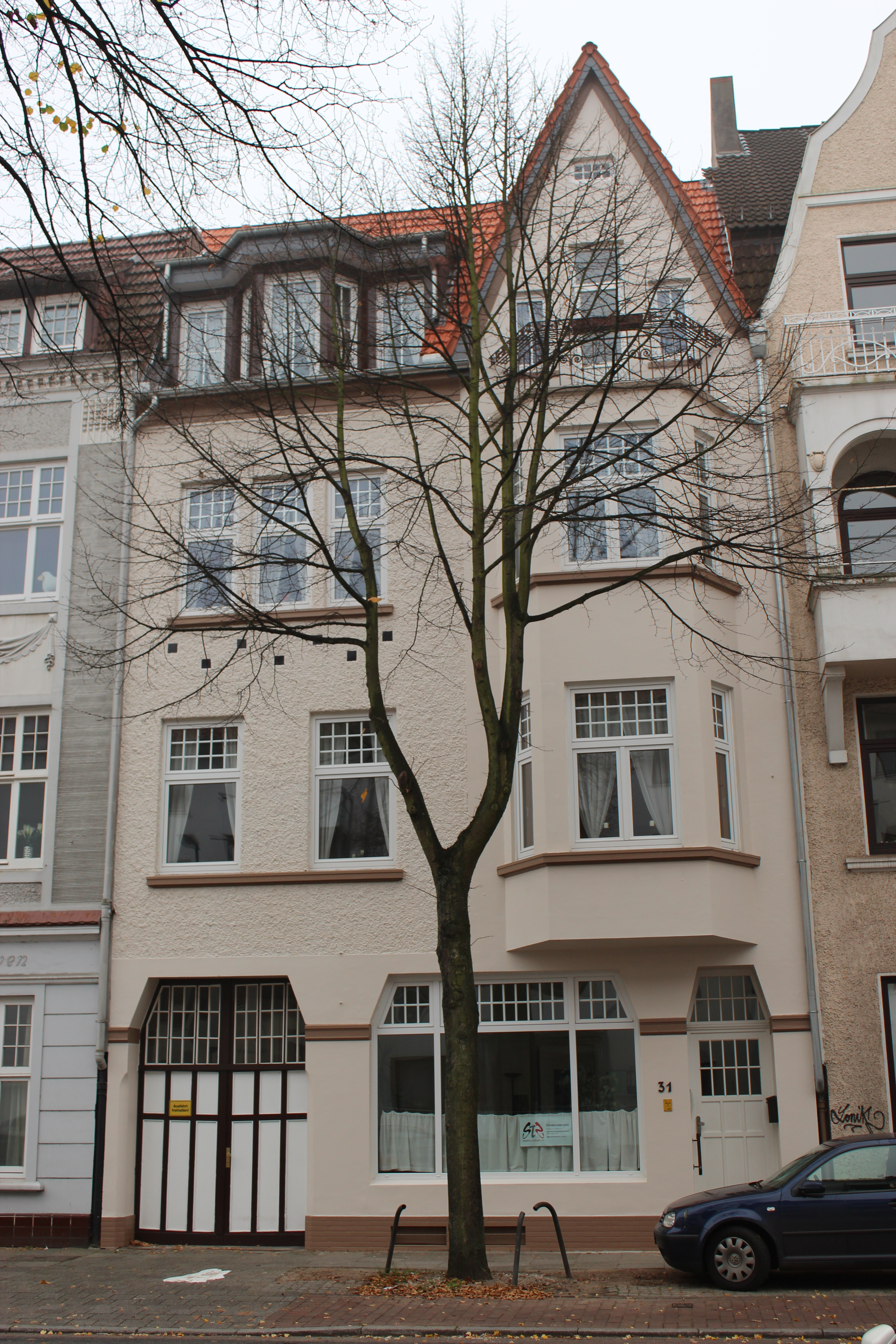
Lahnstraße 31
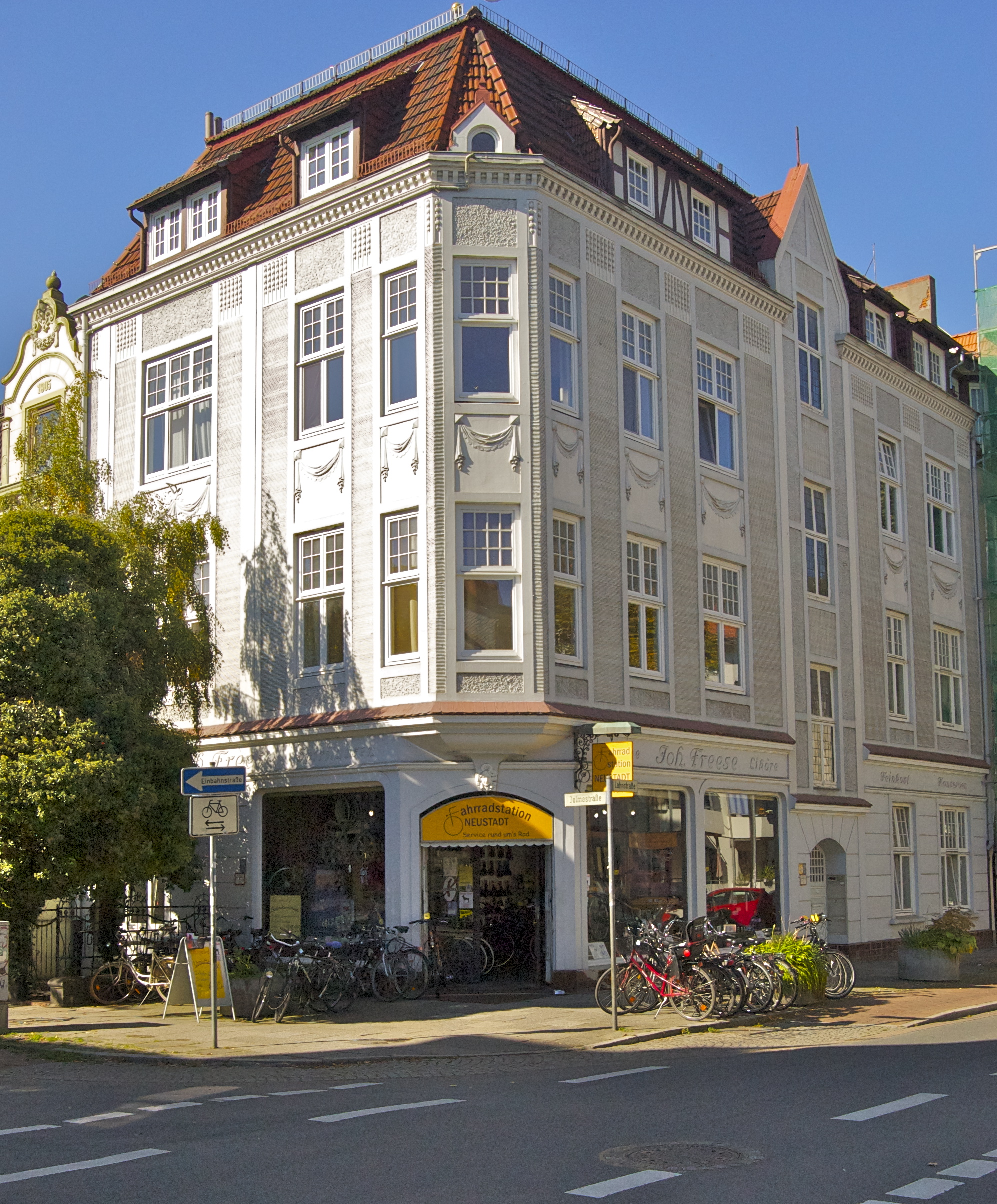
Delmestraße 21